# Liste der Monuments historiques in Charly-Oradour
Die Liste der Monuments historiques in Charly-Oradour führt die Monuments historiques in der französischen Gemeinde Charly-Oradour auf.

## Liste der Objekte
| Bezeichnung               | Beschreibung                                           | Standort                                       | Kennzeichnung | Schutzstatus | Datum | Bild |
| ------------------------- | ------------------------------------------------------ | ---------------------------------------------- | ------------- | ------------ | ----- | ---- |
| Skulptur Madonna mit Kind | Kalkstein, farbig gefasst, Anfang des 16. Jahrhunderts | in der Kirche Notre-Dame-de-la-Nativité (Lage) | PM57000041    | Classé       | 1984  |      |